# Assedio di Leningrado
L'assedio di Leningrado (in russo блокада Ленинграда?, blokada Leningrada, in tedesco Leningrader Blockade) durante la seconda guerra mondiale fu una delle più cocenti sconfitte nella guerra lampo di Adolf Hitler contro l'Unione Sovietica.
Le forze armate tedesche avevano progettato un assalto diretto della durata di sei/otto settimane, ma incontrarono un'inaspettata resistenza e l'assalto si trasformò in un assedio che durò 2 anni e 5 mesi, dall'8 settembre 1941 al 27 gennaio 1944. Ma già il 18 gennaio 1943 i sovietici, indisturbati dai tedeschi, riuscirono a rifornire la città ancora assediata. Fu l'assedio più lungo di tutta la seconda guerra mondiale ed il secondo più lungo della storia moderna (dopo quello di Sarajevo degli anni '90). La data in cui si celebra la liberazione della città è il 27 gennaio.
Leningrado, indicata nel Mein Kampf come il caposaldo del bolscevismo sovietico, era uno dei tre obiettivi prioritari dell'operazione Barbarossa, la guerra anticomunista di annientamento. Oltre che come centro culturale, Leningrado era importante anche come centro per il commercio nel Mar Baltico, per la vicinanza della base navale di Kronštadt, sede della flotta russa del Baltico, e per la presenza di fabbriche per la produzione di acciaio e carri armati. L'ultimo collegamento ferroviario con Leningrado fu il 30 agosto 1941, quando i tedeschi raggiunsero il fiume Neva. La data segna l'effettivo inizio dell'assedio. A causa della mancata rapida presa della città, un furibondo Hitler promise di "eliminare la città di Pietroburgo dalla faccia della terra".

## Premesse
In vista di un futuro e sempre più probabile conflitto contro la Germania nazista, Iosif Stalin intraprese alcune mosse per salvaguardare Leningrado, uno dei centri industriali più importanti dell'Unione Sovietica, che garantiva circa il 10% dell'intera produzione industriale sovietica. Dopo il rifiuto della Finlandia di vendere l'istmo careliano confinante con il Distretto militare di Leningrado (Leningradskogo Voennogo Okruga - LVO), nel novembre 1939 Stalin ordinò all'Armata Rossa di impadronirsene con la forza. La cosiddetta guerra d'inverno, iniziata e svolta in modo disastroso per le unità sovietiche, logorò i difensori finlandesi, che nel marzo 1940 concessero la maggior parte dell'istmo, e, in base alle clausole d'armistizio, arretrarono la loro frontiera di circa cento chilometri da Leningrado. Subito dopo Stalin si mosse contro le repubbliche filo-tedesche del baltico, e nel maggio 1940 truppe sovietiche occuparono Estonia, Lettonia e Lituania, che vennero annesse come Distretto militare speciale del Baltico. In prospettiva di garantire la sicurezza a Leningrado da un'eventuale minaccia da ovest, Stalin spostò nel Baltico circa 440 000 uomini suddivisi in tre armate.
Nonostante la firma del patto Molotov-Ribbentrop il 23 agosto 1939, che sanciva l'astensione delle due parti contraenti da qualunque tipo di aggressione reciproca per dieci anni, il 18 dicembre 1940 Adolf Hitler firmò la direttiva di guerra numero 21, che ordinava la preparazione della guerra all'Unione Sovietica, l'Operazione Barbarossa. La Wehrmacht invase l'Unione Sovietica il 22 giugno 1941 lungo tre direttrici principali con altrettanti gruppi d'armate; il Gruppo d'armate Sud che avrebbe invaso l'Ucraina e diretto verso Kiev, il Gruppo d'armate Centro che avrebbe puntato a nord delle paludi del Pripjat lungo la direttrice Smolensk-Mosca e il Gruppo armate Nord con l'obiettivo strategico di occupare i paesi baltici, la base navale di Kronštadt e Leningrado, privando così la marina sovietica di ogni base su quel mare. Al comando del generale Wilhelm von Leeb, il Gruppo d'armate Nord comprendeva due armate, la 16ª del generale Ernst Busch e la 18ª del generale Georg von Küchler e la 4ª Panzerarmee di Erich Hoepner, per un totale, comprese le riserve, di 641 000 uomini.
Ancora più a nord c'era il Fronte finlandese, considerato ausiliario dai tedeschi, e subordinato all'OKW (Oberkommando der Wehrmacht) e non all'OKH (Oberkommando des Heeres, responsabile delle operazioni sul fronte orientale). I tedeschi avevano programmato un'avanzata simultanea ma ausiliaria a fianco dei finlandesi, i quali miravano a recuperare i territori e le risorse perdute nell'aprile 1940. L'intento tedesco era di recidere la linea di rifornimento dai porti di Murmansk e Poljarnij- probabili porte di ingresso degli aiuti alleati - e allo stesso tempo isolare Leningrado dai collegamenti a nord.
A fianco dei tedeschi, i finlandesi misero in campo due armate: l'Armata Sudorientale, a nord di Leningrado, e l'Armata di Carelia, più a nord. All'estremo nord i tedeschi schieravano il loro corpo d'armata di montagna di stanza in Norvegia, forte di circa 97 000 uomini. In mezzo si apriva un settore intermedio relativamente sguarnito di truppe, coperto dalla 3ª Divisione finlandese e dal 16º Corpo d'armata tedesco. Le operazioni a sud e al centro furono affidate esclusivamente ai finlandesi, come pure l'eliminazione delle forze sovietiche isolate ad Hangö. Complessivamente lungo i circa 1000 chilometri di fronte dal Baltico al Mare di Barents - erano schierati 407 000 uomini che comprendevano all'incirca 150 000 finlandesi, di fronte a 426 000 sovietici dipendenti dal Distretto militare di Leningrado, affidato al tenente generale Markian Popov e destinato a diventare in futuro il Fronte Settentrionale, poi in seguito, Fronte di Leningrado.

### I piani tedeschi

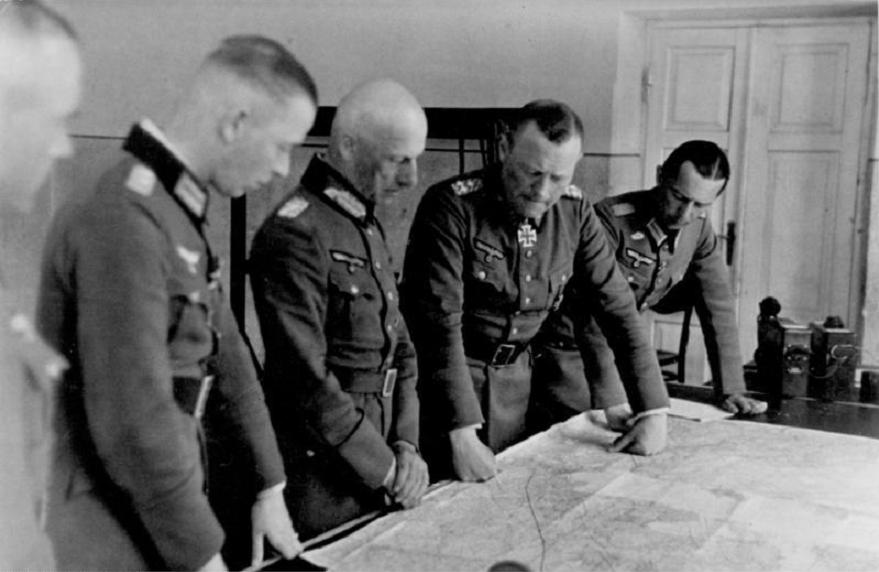
I comandanti del Gruppo armate Nord studiano le mappe del fronte. Da sinistra Walter Beaulieu, Wilhelm von Leeb, Erich Hoepner e Günther Angern, settembre 1941

I tedeschi prevedevano di coprire i 765 km dal confine della Prussia Orientale alla periferia di Leningrado in circa sei-otto settimane e di catturare la città entro la metà di agosto.
Originariamente la missione del Gruppo d'armate Nord era la conquista della città con un assalto diretto, ma quando l'avanzata si dimostrò più lenta di quanto previsto, Hitler cominciò a modificare i piani. Il 21 agosto comunicò al capo di stato maggiore dell'esercito Generaloberst Franz Halder che «l'obiettivo più importante prima che sopraggiunga l'inverno non è la conquista di Mosca, ma l’occupazione della Crimea e delle zone industriali e carbonifere del bacino del Donets; inoltre occorre tagliare i rifornimenti di petrolio russo provenienti dal Caucaso. A nord il nostro obiettivo è l'accerchiamento di Leningrado e il congiungimento con i finlandesi», solo allora secondo Hitler si sarebbe potuto sbaragliare le difese sovietiche davanti alla capitale. Secondo Halder, Hitler era ormai ossessionato dall'idea di occupare Leningrado e Stalingrado; egli era persuaso che, cadute queste due "città sacre del comunismo", l'intera Russia sarebbe crollata.
Il 30 agosto 1941, Hitler emanò la direttiva n.34 n cui precisava che Leningrado doveva essere accerchiata e si sarebbe dovuto stabilire un contatto con i finlandesi a nord. Sempre più volubile, il 6 settembre il dittatore tedesco emanò la direttiva n.35 in cui esplicava che si sarebbe dovuto evitare un costoso attacco diretto, mentre la 4ª Panzerarmee e l'8º Corpo aereo (Fliegerkorps) sarebbero state trasferite al Gruppo d'armate Centro che si apprestava, dopo molte discussioni tra Hitler e l'Alto comando, ad attaccare Mosca. Dopo aver spostato l'obiettivo prioritario su Leningrado e Kiev, ora Hitler - ondivago fin dall'inizio dell'invasione - ritornava sull'attacco diretto alla capitale. Ciò suggerì a von Leeb che il suo compito sarebbe stato di assediare la città e non conquistarla via terra.
Il 18 settembre Hitler diramò ordini severi: «Non si deve accettare la capitolazione di Leningrado o di Mosca, nemmeno se venisse offerta. Quale dovesse essere il destino delle due città della popolazione e il problema dei viveri non può né deve essere di nostra competenza. In questa guerra per l'esistenza non abbiamo alcun interesse a salvare anche soltanto una parte della popolazione di questa grande città».
Il 22 settembre l'OKH emanò la direttiva n.1 1601/41 "Riguardo la futura esistenza della città di Leningrado", in cui si affermava che «[...] il Führer ha deciso di cancellare la città di Pietroburgo dalla faccia della terra. Non abbiamo interesse neppure nella conservazione di una parte della popolazione di questa città». A Leeb fu ordinato di radere al suolo Leningrado con bombardamenti aerei e di artiglieria, mentre l'assedio avrebbe affamato la popolazione fino a costringerla alla resa. Sia Hitler sia i vertici militari si aspettavano che la città si sarebbe arresa entro la primavera del 1942.

### Le difese sovietiche
Prima della guerra il Distretto militare di Leningrado non era responsabile della difese delle direttrici a sud e a ovest della città, che erano responsabilità del Distretto militare del Baltico; era invece impegnato a difendere la Carelia.
Le principali formazioni sovietiche impegnate nell'assedio furono la 42ª e la 55ª Armata e il gruppo operativo della Neva (Nevskaja Operativskaja Gruppa - NOG) che in seguito diventò la 67ª Armata, mentre la 23ª Armata era posizionata sul fronte careliano. 

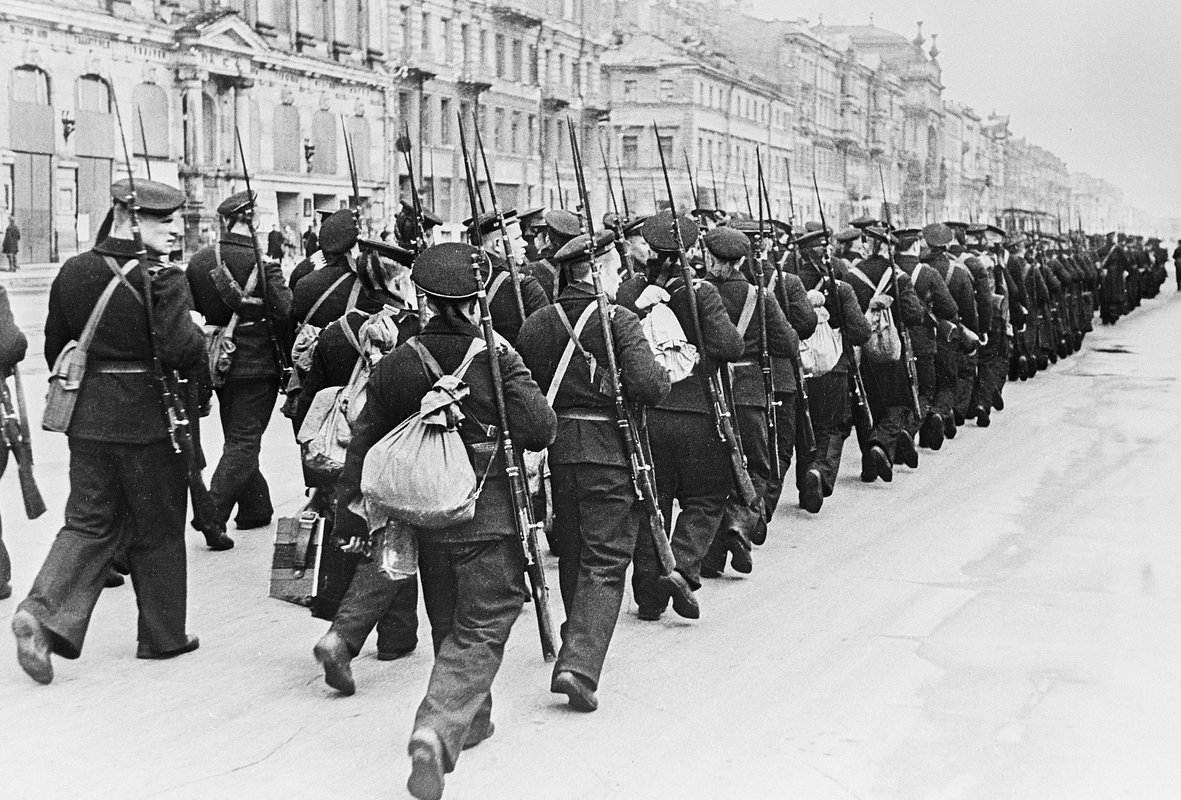
Marinai della Flotta del Baltico, in marcia verso il fronte di Leningrado, ottobre 1941

Leningrado e Kronštadt erano protette da un'impressionante catena di batterie costiere e fortificazioni, alcune delle quali in grado di appoggiare la difesa terrestre. La base navale di Kronštadt era dotata di batterie che andavano da 152 a 304 mm, ma le postazioni più pericolose per i tedeschi erano quelle posizionate a Oranienbaum armate con cannoni binati da 355 mm. Nei pressi erano presenti anche i cannoni ferroviari TM-1-12 da 356 mm e TM-1-180 da 180 mm, nonché i treni armati Baltiec e Za Rodinu, la batteria di Šepelov con cannoni binati da 355 mm e il forte Pulkovo con due binati da 203 mm. Le batterie sovietiche potevano colpire obiettivi lontani come Krasnoe Selo a circa 30 chilometri a sud-ovest di Leningrado, il che spiega la sopravvivenza della guarnigione sovietica di Oranienbaum per tutta la durata dell'assedio.
All'inizio dell'assedio fece la sua parte anche la Flotta del Baltico al comando dell'ammiraglio Vladimir Tribuc, che collaborò con le batterie navali e costiere per appoggiare le forze di terra, ma che con il minamento del golfo di Finlandia e la carenza di combustibile non ebbe più possibilità di movimento. In pratica le navi più grandi rimasero immobilizzate e operò, solo sporadicamente, con naviglio sottile. In ogni caso nel settembre 1941 la flotta sparò oltre 25 000 proiettili, che contribuirono al rallentamento delle operazioni tedesche nel loro balzo verso la città. Durante l'assedio la flotta fornì oltre 125 000 marinai per combattere in unità terrestri, in buona parte per mantenere la testa di ponte di Oranienbaum e la strada gelata sul lago Ladoga. Sul lago Ladoga era presente anche la Flottiglia Ladoga, costituita nel 1939 per appoggiare le operazioni contro la Finlandia, ma che si dimostrò una forza logistica essenziale per mantenere in vita Leningrado nel primo inverno, e che continuò a rifornire la città durante tutto l'assedio, nonostante gli attacchi ininterrotti della Luftwaffe

## L'assedio

### Inizia il blocco
Il 9 luglio 1941 Pskov - a 350 chilometri da Leningrado - cadde in mano tedesca. Il tenete generale Markian Popov, comandante del Distretto di Leningrado, tentò di allestire una nuova linea difensiva lungo il fiume Luga, mentre il Partito Comunista, su iniziativa di Andrej Ždanov, mise a disposizione circa 30 000 volontari civili per la costruzione delle opere da campo, e grazie ad un appello patriottico, circa 160 000 volontari andarono a formare otto divisioni della milizia popolare (Divisij Narodgono Opolčenje - DNO). Grazie a queste unità, prima Popov e poi il suo successore il generale Kliment Vorošilov, riuscirono a rallentare per quasi un mese l'avanzata di von Leeb, fino a quando i tedeschi il 16 agosto sfondarono la linea difensiva lungo il fiume Luga, e il 20 agosto interruppero la linea ferroviaria Mosca-Leningrado all'altezza di Čudovo.
Nelle ultime due settimane di agosto le postazioni difensive attorno alla città furono travolte una dopo l'altra dalle armate tedesche, e l'ultimo collegamento ferroviario verso sud fu interrotto a Mga il 30 agosto. Da nord il 10 luglio le forze finlandesi iniziarono l'offensiva in Carelia costringendo la 23ª Armata a ritirarsi in disordine, spingendosi fino alla vecchia frontiera sovietico-finlandese - a circa cento chilometri da Leningrado - che venne raggiunta il 2 settembre. Nel frattempo a est della città le forze finlandesi e tedesche si muovevano per chiudere il cerchio intorno alla città. A seguito della decisione di Hitler di distruggere Leningrado attraverso l'artiglieria e i bombardamenti, e, alla fine, prenderla per fame, a settembre iniziarono le operazioni per isolare la città dal resto del mondo. Dopo un'altra settimana di combattimenti, i reparti avanzati tedeschi arrivarono a circa dieci chilometri dal cuore della città, e il 4 settembre caddero nel centro di Leningrado le prime granate di artiglieria, mentre due giorni più tardi ci fu il primo bombardamento aereo.

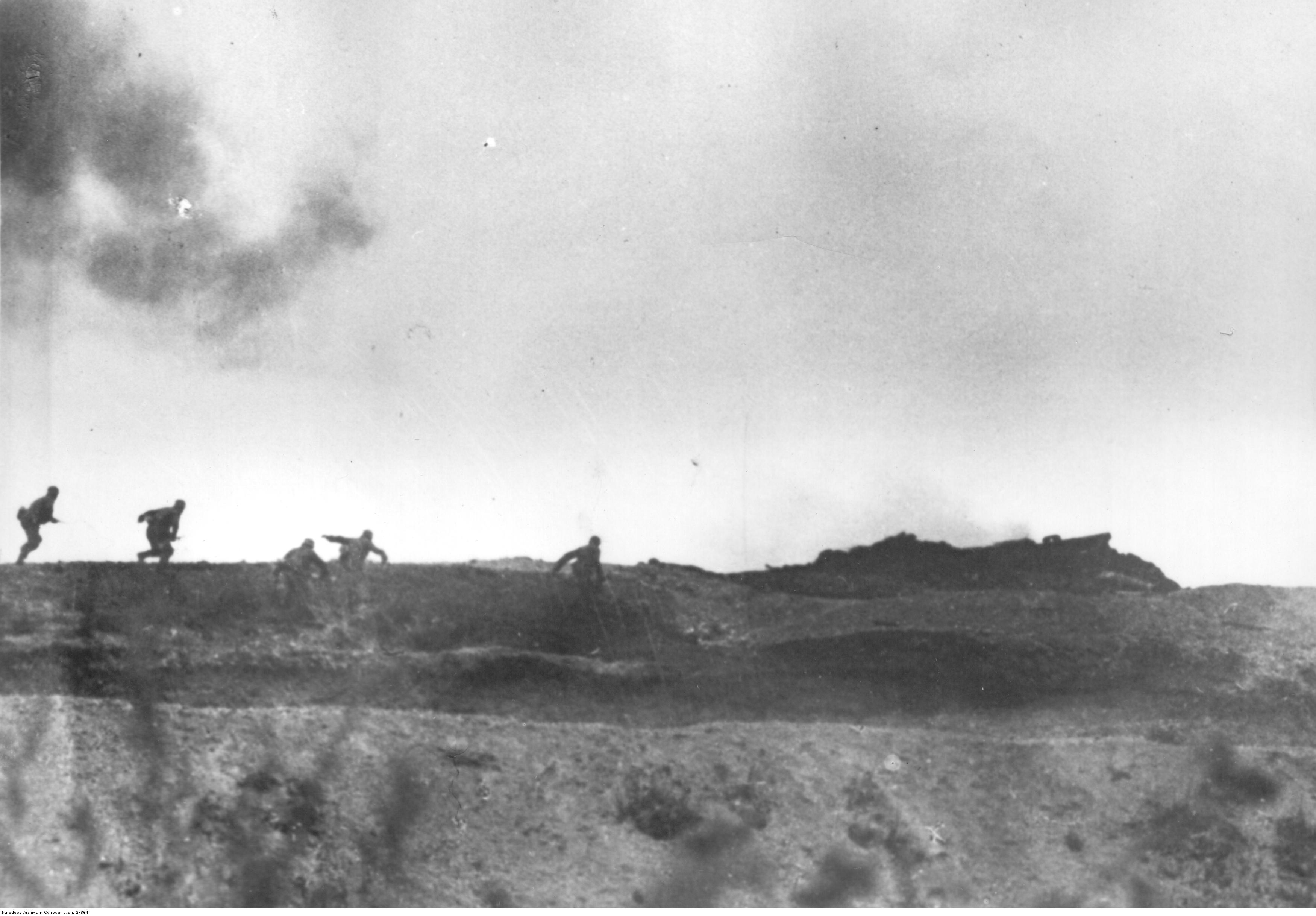
Genieri tedeschi all'attacco di una postazione difensiva sovietica nella periferia di Leningrado, ottobre 1941

L'8 settembre la fanteria tedesca, dopo aver preso Sinjavino, raggiunse l'abitato di Šlissel'burg a est di Leningrado, tagliando così l'ultimo collegamento terrestre della città con l'esterno, ormai del tutto circondata. Quel giorno Stalin inviò Georgij Konstantinovič Žukov a Leningrado per studiare la crisi, e come prima cosa il generale si recò all'Istituto Smolnyi dove si era riunita una seduta del Comitato militare sotto il comando di Vorošilov, quest'ultimo inviato in agosto da Stalin per cercare di resistere all'invasione tedesca. Dopo essere tornato a Mosca per riferire la situazione a Stalin, Žukov venne rimandato a Leningrado e nominato comandante al posto di Vorošilov con l'ordine di difendere Leningrado fino all'ultimo respiro. Assieme a Ždanov, Žukov diede un nuovo impulso all'evacuazione della città, e a fine mese riuscirono a sflollare in tutto 636 000 persone, ma i piani per evacuare un altro mezzo milione di persone furono vanificati dall'avanzata tedesca. Tra gli uomini rimasti fu organizzata una milizia operaia forte di 36 000 operai male addestrati e mal equipaggiati ma decisi a difendere le loro case. Leningrado fu riempita di fortificazioni rudimentali, barricate, fossati anticarro e trincee, mentre le case e le fabbriche furono circondate da sacchi di sabbia e protezioni in legno, con i tram e gli autobus utilizzati come barriere fisse e riempiti di sabbia.
Il 13 settembre Žukov sostituì il comandante della 42ª Armata Fedor Ivanov, reo di non aver fermato l'offensiva dell'armata panzer di Erich Hoepner, con il suo protetto, il generale Ivan Fedjuninskij. Successivamente Žukov tentò di contrattaccare i tedeschi per dare respiro alla città, ordinando alla debole 8ª Armata, che dalla Lituania era arretrata combattendo fino ai sobborghi di Leningrado, di riprendere Krasnoe Selo, ma i tedeschi riuscirono a travolgere la 42ª Armata e raggiungere il golfo di Finlandia vicino a Petergof il 16 settembre. L'8ª Armata era adesso isolata a Oranienbaum, e il suo comandante fu rimosso, così Žukov si rivolse alla 54ª Armata di Grigorij Kulik, che aveva ricevuto due nuove divisioni, e ordinò di attaccare i tedeschi a Sinjavino, le alture appena fuori Šlissel'burg, e togliere l'assedio a Leningrado. 

Il blocco attorno alla città di Leningrado nell'inverno 1941

Le forze sovietiche erano però allo stremo e fortemente sotto organico, così le forze di Kulik, nonostante l'impiego delle sue migliori unità, vennero facilmente fermate dai tedeschi. Rifiutando di accettare l'evidenza, Žukov ordinò un nuovo contrattacco in direzione Pulkovo e Puškin, anche con l'appoggio di carri KV-1 e dell'artiglieria della Flotta del Baltico. I combattimenti misero a dura prova le esauste unità di Erich Hoepner, che cedettero Pulkovo ma non Puškin. Dopo aver ricevuto l'approvazione per una breve pausa dall'OKH, la 4. Panzerarmee di Hoepner, dopo aver subito circa 3500 perdite tra il 9 e il 16 settembre e catturato oltre 25 000 sovietici, il 18 settembre iniziò a lasciare le postazioni alla 18ª Armata di Küchler e Leeb ordinò alle forze rimaste di organizzare linee d'assedio attorno alla città. La 18ª Armata avrebbe tenuto l'assedio attorno alla testa di ponte di Oranienbaum e Leningrado, mentre la 16ª Armata avrebbe tenuto il fronte a est di Leningrado, lungo il fiume Volchov; tuttavia i disperati contrattacchi sovietici a Pulkovo e Kolpino - entrambi obiettivi che Leeb intendeva conquistare - impedirono ai tedeschi di avvicinarsi a Leningrado quanto voluto, e lasciarono al comando sovietico preziosi trampolini di lancio per future controffensive.
Il 25 settembre la linea del fronte si stabilizzò e poi si fermò, la battaglia di Leningrado si era trasformata di fatto in un assedio che nessuno sapeva quanto sarebbe durato. Il blocco della città era completo, e l'unico accesso possibile era attraverso il lago Ladoga, in cui non erano disponibili abbastanza imbarcazioni per rifornire la città, e che in breve tempo sarebbe ghiacciato. Rimasero intrappolati nella città oltre 3,3 milioni di persone compresi i soldati di tre armate, la 23ª, la 42ª e la 55ª, mentre l'8ª rimase bloccata nel saliente di Oranienbaum, per un totale di 20 divisioni e oltre 300 000 soldati. Gli abitanti rimasti a Leningrado avevano scorte per poco più di venti giorni, dopo che la Luftwaffe l'8 settembre distrusse i magazzini Badaev. Nel frattempo Stalin concentrò la propria attenzione su Mosca, dove il Gruppo d'armate Centro di Fedor von Bock, stava preparando l'operazione Tifone per catturare la capitale sovietica, così le forze sovietiche a Leningrado smisero temporaneamente i loro tentativi di forzare l'accerchiamento.

### Il primo inverno
Fin dall'inizio del blocco iniziarono i tentativi di rifornire la città attraverso il lago Ladoga, ma la Luftwaffe frustrò i tentativi di far arrivare cibo e rifornimenti in città della flottiglia Ladoga affondando tra ottobre e novembre 24 chiatte su 31 e sei battelli a vapore. In breve tempo in città iniziarono a scarseggiare il cibo e il carburante, il che provocò la chiusura della maggior parte delle centrali elettriche cittadine; i tubi che portavano acqua alle case gelarono e il sistema idraulico collassò, minacciando la salute pubblica e rendendo più difficile combattere gli incendi causati dai bombardamenti tedeschi. Le macerie delle case distrutte rimanevano sulle strade e non venivano rimosse, i trasporti pubblici si fermarono e le linee telefoniche private furono interrotte.
A settembre vennero distribuite le tessere annonarie a circa 2,8 milioni di persone, lasciando almeno mezzo milione di persone senza alcun diritto; il razionamento assegnava a operai e soldati mezzo chilo di pane adulterato al giorno e mezzo chilo di carne a settimana, mentre il resto della popolazione doveva sopravvivere con 250 grammi di pane al giorno. In novembre le scorte alimentari toccarono il fondo, così operai e soldati avevano appena 250 grammi di pane, mentre i civili 125, così la popolazione accorse ad ogni espediente per sopravvivere: ai più deboli venivano rubate le tessere annonarie, venivano mangiati uccelli, cani e gatti, venivano cucinate zuppe con colla e cuoio, e quando i parenti morivano i corpi venivano nascosti per poter continuare a usufruire della razione di pane. 
I leningradesi morivano a migliaia per la fame, il freddo e le malattie, tanto che si è stimato che in pieno inverno morissero fino a 4/5000 persone al giorno, fatto che mandò velocemente in crisi il sistema di registrazione dei morti della città. I cadaveri venivano abbandonati in cumuli in appositi centri di raccolta, in modo che appena possibile fossero sepolti in fosse comuni. La fame divenne un problema così grave che esistono diversi resoconti che raccontano come in alcuni casi si verificarono episodi di cannibalismo, un fenomeno di cui è impossibile verificarne l'ampiezza, ma che ormai è sicuro che si verificò.
Mentre la popolazione moriva di stenti, le autorità tentarono di mantenere una parvenza di vita organizzativa; le fabbriche furono tenute in funzione per quanto possibile per produrre equipaggiamenti per i difensori della città. Da luglio a dicembre vennero prodotti 1100 carri armati e veicoli da combattimento, 10 000 mortai e tre milioni di granate, in parte spediti oltre le linee per la difesa di Mosca. Ma in dicembre le fabbriche furono quasi tutte chiuse per mancanza di carburante, elettricità, acqua e materia prima, e la produzione si interruppe fino a marzo. Gli operai più specializzati furono trasportati in aereo in altre fabbriche fuori da Leningrado per continuare a lavorare.

## Analisi e conseguenze
Anche se forse non si determinerà mai con precisione, i civili morti furono probabilmente un milione. La commissione d'inchiesta straordinaria sui crimini di guerra nazisti, che presentò le sue conclusioni ai processi di Norimberga, stimò che l'assedio fosse costato la vita a 642000 civili, ma questa cifra rappresenta il minimo ipotizzabile. Altre stime collocano le perdite di civili tra le 800000 e il milione. La cifra di 800000 è stata ricavata confrontando la popolazione prebellica di Leningrado — 2500000 abitanti — con quella risultante al dicembre 1943 — 600000 abitanti — e tiene conto del milione di sfollati e dei 100000 soldati di leva dell'Armata Rossa; invece, la cifra di un milione comprende i circa 642000 morti durante l'assedio ed i 400000 morti o dispersi durante le fasi di evacuazione della città.
Il numero delle vittime militari fu quasi altrettanto ingente: alla fine della guerra una cauta stima ufficiale sovietica stimò che i combattimenti nella regione di Leningrado fossero costati all'Armata Rossa 1017881 uomini morti, catturati o dispersi e 2418185 feriti o ammalati, per un totale di 3437066 vittime. Questa cifra rappresentò circa il 12% del totale delle perdite subite dall'Armata Rossa durante il corso della guerra (per un totale di 28,2 milioni di perdite).
Il numero dei militari e dei civili sovietici morti durante la battaglia di Leningrado è perciò compreso tra 1,6 e 2 milioni di persone.
In virtù del suo eroismo e delle sue vittime, Leningrado fu la prima città dell'Unione Sovietica ad ottenere il titolo di Città eroina, conferitole nel 1945.

## Memoria
L'assedio della città fu ricordato con la posa, alla fine degli anni cinquanta, di una serie di monumenti e cippi lungo la linea che segnava il fronte di guerra, nonché di un grande memoriale alle vittime situato in Ploščad' Pobedy (piazza della Vittoria), facilmente raggiungibile con la metropolitana (fermata Moskovskaja), sede delle commemorazioni ufficiali. Eretto nel 1975 in occasione del 30º anniversario della fine della seconda guerra mondiale, ha forma circolare per ricordare l'accerchiamento; al centro è posto un obelisco di 48 metri e intorno raffigurazioni di soldati e marinai, scene di vita e disperazione quotidiane. Il monumento è illuminato da 872 fiammelle perenni, una per ogni giorno passato sotto assedio.
Anche gli artisti fecero la loro parte: Dmitrij Šostakovič compose buona parte della sua famosa Sinfonia di Leningrado durante i giorni dell'assedio nel 1941. Le sue note furono diffuse il 9 Agosto 1942, mentre l'orchestra la eseguiva nel teatro della città, da una serie di altoparlanti rivolti verso le truppe naziste. Questa opera divenne in breve molto popolare anche al di fuori dei confini russi ed in particolare negli Stati Uniti, dove divenne un veicolo potente di propaganda per la lotta contro il nazifascismo.

## Riferimenti nella cultura di massa
- Il regista Sergio Leone era intento alla preparazione di un film ambientato durante l'assedio, ma il progetto non fu mai attuato a causa della sua morte nell'aprile 1989. Michail Gorbačëv aveva già garantito al regista la disponibilità di una parte dell'Armata Rossa come comparse e per supporto tecnico-organizzativo.
- Nel 2003 l'autrice statunitense Elise Blackwell pubblicò Hunger, un acclamato racconto degli eventi drammatici accaduti durante l'assedio.
- William T. Vollmann ha scritto ampiamente dell'assedio nel suo romanzo Europe Central.
- Tra il 2006 e il 2010, in Italia e in Svizzera, all'assedio sono stati dedicati due radiodrammi, diversi reading teatrali ed uno spettacolo teatrale, intitolato "Ascolta! Parla Leningrado... Leningrado suona", a cura di Sergio Ferrentino[30]
- Nel film Attacco a Leningrado (2009), il regista Aleksandr Burawskij, attraverso le storie di Kate Davis e Nina Tsvetnova, ha rappresentato la vita della città assediata.

## Filmografia
- Attacco a Leningrado - film (2009)
- 1941- Fuga da Leningrado - film (2019)
- L’urlo del silenzio - film (2019)

## Documentari
- Le grandi battaglie della Seconda Guerra Mondiale - L'assedio di Leningrado, a cura di Gianni Bisiach, 1995